# Sprachverständlichkeitstest

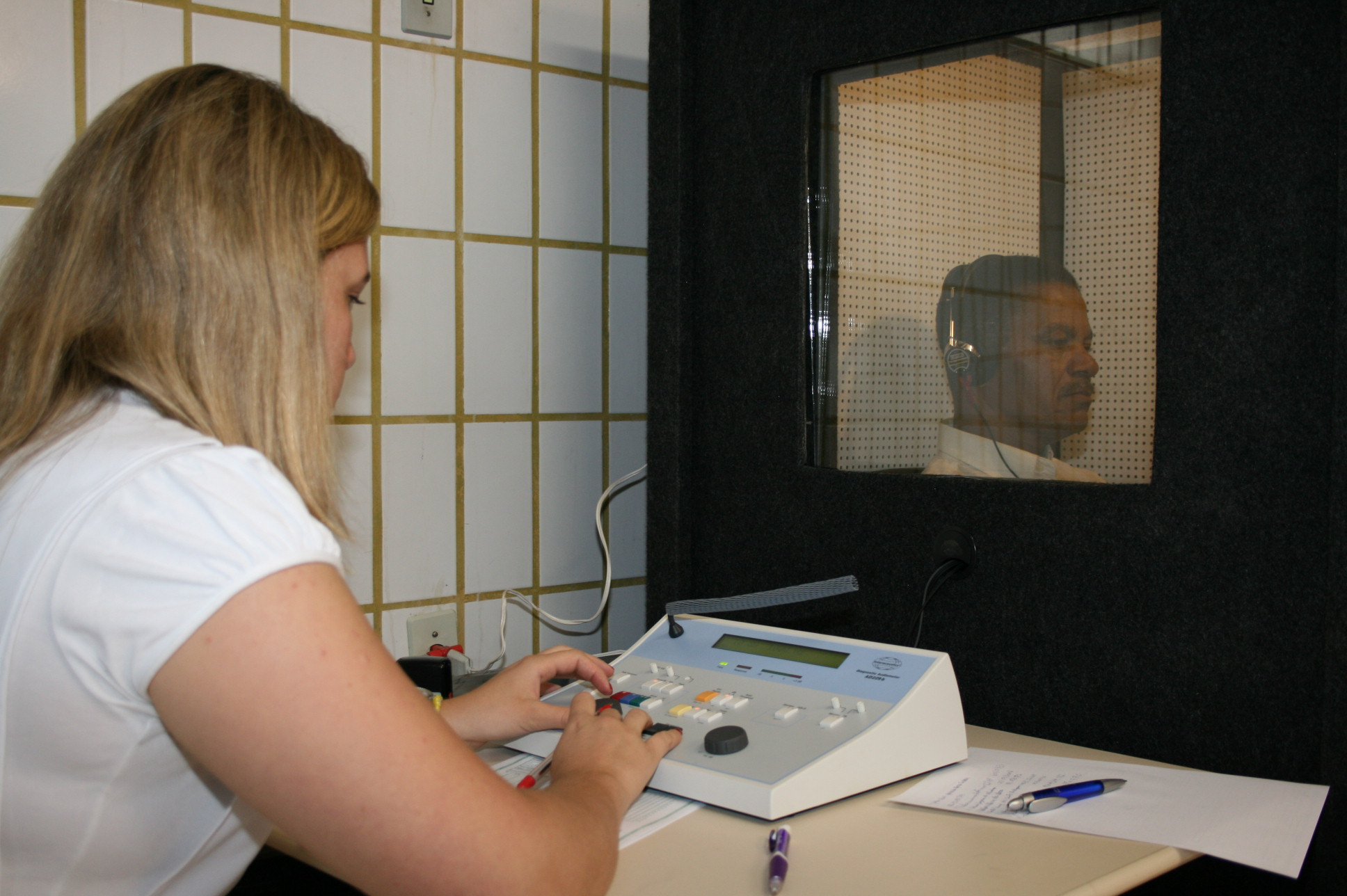
Durchführung eines Hörtests

Ein Sprachverständlichkeitstest, genannt auch Sprachaudiometrie, untersucht die Fähigkeit einer Person, Sprache zu verstehen. Sprachverständlichkeitstests sind Methoden der Audiometrie. Eigentlich müsste es jedoch „Sprachverstehenstest“ heißen, da nicht die Verständlichkeit, sondern das Verstehen gemessen wird.
Bei den meisten Sprachverständlichkeitstests werden der zu untersuchenden Person über einen Kopfhörer oder Lautsprecher gesprochene Wörter in definierter Lautstärke vorgespielt. Die Versuchsperson gibt dann Auskunft über das Gehörte. Die Diskrepanz zu dem tatsächlich abgespielten Text lässt Rückschlüsse auf das Hörvermögen und Sprachverstehen zu.

## Testkategorien

### Silbentests
Silbentests bestehen aus dem Abspielen einzelner (sinnloser) Silben bzw. Zahlen. Die Versuchsperson soll die Silben nachsprechen und die Versuchsleitung wertet die Antworten gemäß dem Schema verstanden / nicht verstanden aus.

### Wörtertests

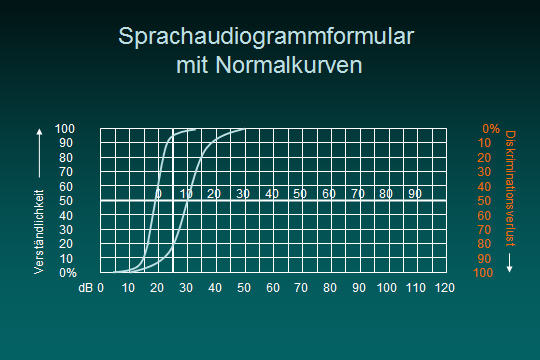
Sprachaudiogrammformular mit Normalkurven (Zahlwörter und Einsilber)

Der am häufigsten verwendete Wörtertest ist der von Karl Heinz Hahlbrock 1953 beschriebene Freiburger Wörtertest (Freiburger Sprachaudiogramm, kurz: Sprachaudiogramm). Dabei werden über Kopfhörer oder Lautsprecher Zahlwörter und einsilbige Nomen dargeboten. Zahlwörter können wegen ihrer Redundanz meist auch bei niedrigen Schalldruckpegeln richtig erkannt werden, von Normalhörenden bei etwa 20 dB zu 50 %. Zum Erkennen der Wörter des Freiburger Einsilbertests sind höhere Lautstärken erforderlich, weil hier im Gegensatz zu den Zahlwörtern jedes (Phonem) korrekt erkannt werden muss. Von Normalhörenden können die einsilbigen Hauptwörter vollzählig erst ab etwa 50 dB korrekt nachgesprochen werden.
Bei einer hochgradigen Schallempfindungsstörung werden aber auch bei optimalem Pegel oft nicht mehr alle einsilbigen Wörter verstanden.
Die Testreihen des Freiburger Tests bestehen aus zumeist viersilbigen Zahlwörtern in 10 Gruppen zu je 10 Zahlen (Freiburger Zahlentest) und aus einsilbigen Wörtern wie Ring, Spott, Farm, Hang, die in Gruppen zu je 20 Wörtern angeboten werden (Freiburger Einsilbertest). Die Wörtergruppen werden bei verschiedenen Pegeln dargeboten und die Anzahl der korrekt nachgesprochenen Wörter in Prozent erfasst. Das Ergebnis wird getrennt für das Zahlenverstehen und für das Wörterverstehen in ein genormtes Formular eingetragen bzw. in digitaler Form mit einem Audiometer erfasst.
Aus diesem Formular können als Kennzahlen der Hörverlust für Zahlen, der Diskriminationsverlust und der dBopt abgelesen werden.
- Der Hörverlust für Zahlen ist definiert als die Pegelanhebung der Sprachlautstärke in Dezibel, die im Vergleich zu Normalhörenden erforderlich ist, um ein 50%-Zahlenverstehen zu erreichen, und kann im Audiogramm auf einer zentral eingezeichneten Achse abgelesen werden.[2] In der Praxis wird dazu aus zwei Messungen oberhalb und unterhalb der 50%-Sprachverstehensschwelle (kurz: SVS, s. auch Oldenburger Satztest) linear intrapoliert. Eine extaktere Berechnung wurde von Braun et al. (2012) in einer mathematischen Formel aufgezeigt.[3]
- Der Diskriminationsverlust ist definiert als der Prozentsatz der nicht verstandenen Wörter.
- Der dBopt gibt an, bei welchem Schallpegel in dB das maximale Sprachverstehen bei Probanden erzielt werden kann. Wird bei mehreren Pegeln das maximale Sprachverstehen erzielt liegt der dBopt bei dem davon geringsten Schallpegel.

Vorteile des Freiburger Wörtertests sind die gut reproduzierbaren Bedingungen, die genaue Definition des Tests und seiner Ergebnisse und die jahrzehntelange Erfahrung. Der Test ist u. a. in DIN 45621-1 standardisiert. Nachteilig ist die Beschränkung auf Einsilber und Zahlwörter und die fehlenden Definitionen zum Störabstand. Zudem ist die Wortauswahl und die Aussprache auf Grund des inzwischen alten Testmaterials nicht mehr zeitgemäß. Der Oldenburger Satztest ist hier eine Alternative.
Im Allgemeinen haben Wörtertests wenig mit realer Sprache zu tun. Beeinträchtigungen des Sprachverstehens, die durch sprachähnliche Störgeräusche wie bspw. in einer Gaststätte oder auf einer Party entstehen, können bei der Sprachaudiometrie durch Zuspielen eines definierten Störgeräusches simuliert werden (z. B. Döring-Test).

### Satztests
Satztests bestehen aus ganzen Sätzen. Sie kommen den Bedingungen einer Alltagssituation näher als Wörtertests. Beispiele für deutschsprachige Satztests sind der Oldenburger Satztest, der Göttinger Satztest und der HSM Satztest.

#### Englischsprachige Satztests
Im angelsächsischen Sprachraum ist der SPIN-Test (Speech Perception In Noise) sehr stark verbreitet. Er besteht aus acht Listen von je 50 Sätzen. Das letzte Wort eines jeden Satzes stellt das Testobjekt dar. Die Sätze sind so konstruiert, dass das Testobjekt entweder besonders gut oder besonders schlecht aus dem Kontext erraten werden kann. Man spricht von 'high predictability' (HP) und 'low predictability' (LP) Sätzen. Die Häufigkeit der HP- und LP-Sätze ist gleich. Die Versuchsperson muss die Sätze im Gesamten reproduzieren, aber nur die Treffer und Fehler der Testwörter werden ausgewertet.

## Einsatz

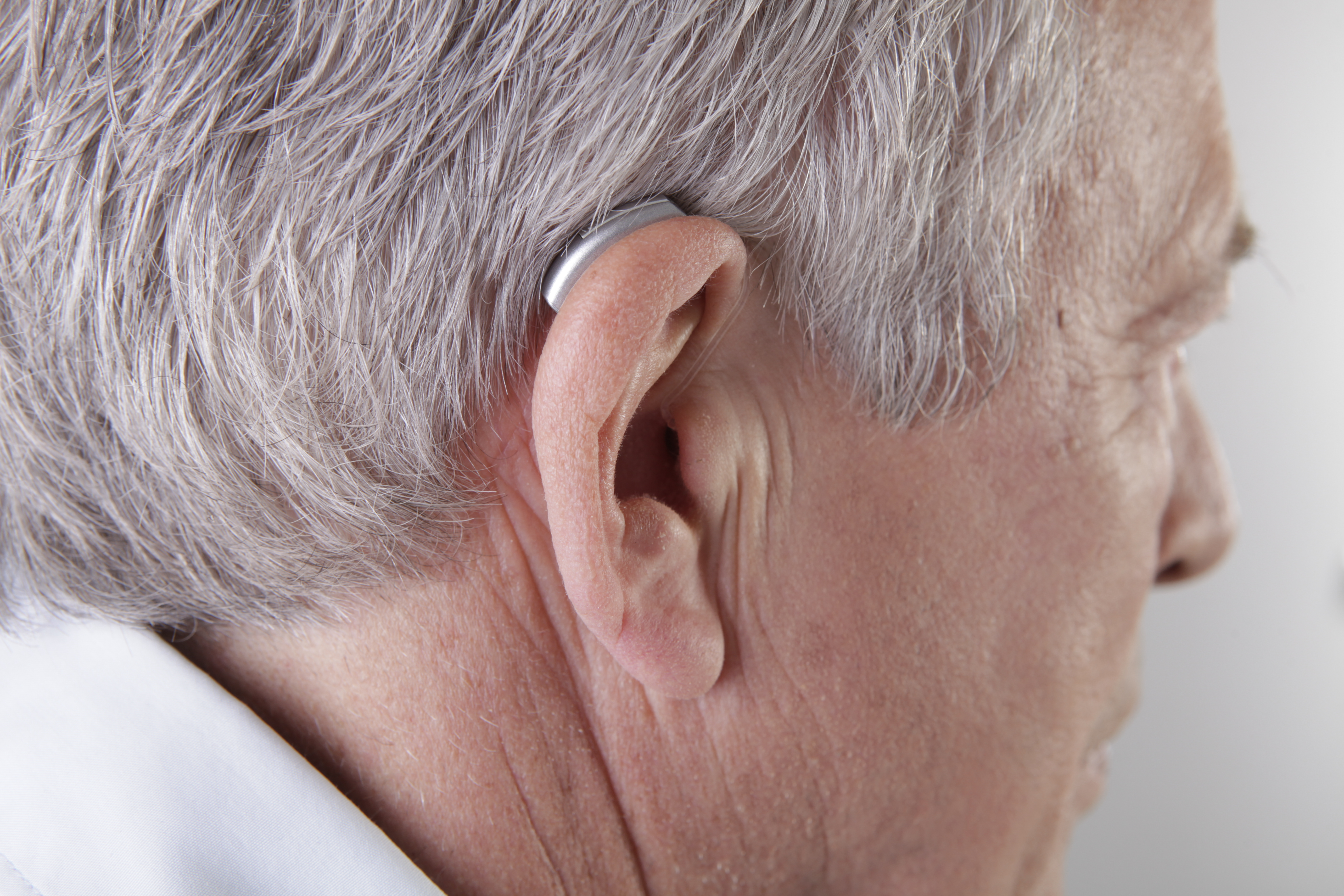
Hörgeräteträger

Wichtigster Einsatzzweck der Tests zur Ermittlung des Sprachverstehens ist eine Verordnung sowie die Anpassung von Hörgeräten. In Deutschland ist der Freiburger Einsilbertest für die Verordnung einer Hörhilfe vorgeschrieben. Seit deren Etablierung wird sowohl bei (teil)implantierbaren Hörsystemen (Knochenleitungshörgeräte, aktive Mittelohrimplantate Cochleaimplantatsysteme), als auch für Verordnungen von dazu passenden neueren externen Sprachprozessoren (Upgrades) das Sprachverstehen für die Indikation genutzt. Zudem sind für die Begutachtung von Hörschäden oder die Ermittlung des Grades der Behinderung Tests zur Ermittlung des Sprachverstehens unerlässlich.